# 艾德溫·史密斯紙草文稿

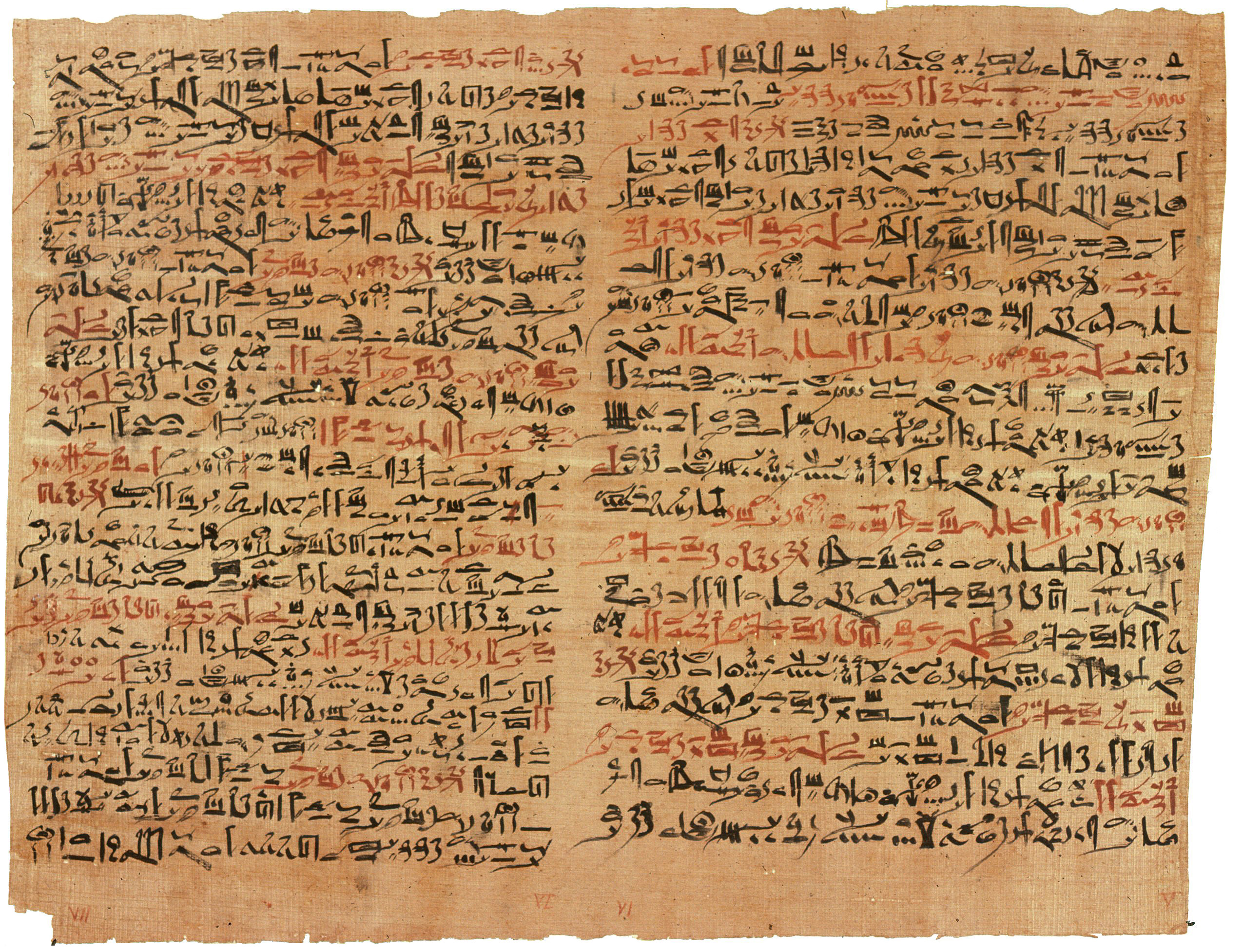
艾德溫·史密斯紙草文稿第6, 7頁, New York Academy of Medicine收藏

《艾德溫·史密斯紙草文稿》（Edwin Smith Papyrus）是約於西元前1600-1700年間完成的醫學論文集:70，也是人類史上第一部關於創傷的外科醫學著作，由莎草紙寫成，長約5公尺（因為損毀只剩下4.68公尺），寬約33公分，17頁（377行）撰寫於正面，5頁（92行）背面。這份手稿的長度僅次於西元前1550左右完成的埃伯斯紙草文稿。
此紙草文稿的作者不詳，依筆跡看來，文稿的大部分內容為同一人於同一時期抄寫，只有其中一小部分是由第二位抄寫員抄寫的:71。美國考古學家詹姆斯·亨利·布雷斯特德猜測文稿的作者是埃及史上第一位留名的醫師印何闐，但他也強調這個猜測只是個沒有任何根據的純粹猜想:9。

## 撰寫方式
這份文件的撰寫方式也十分科學，從「標題」、「檢查」、「診斷」（有容易醫治、不易醫治以及無法醫治三個選項）、「治療」到「備註」，標準化的的詳細記載方式類似今日西方醫學的臨床診療指引。

## 內文結構
埃及人不重視大腦，做木乃伊的時候會把大腦從鼻孔鉤出來丟掉（體腔內的內臟則是罐裝保存），但這份文稿卻是史上第一次文中指稱「腦」這個器官的文件，不但提及腦膜、脊髓及腦脊液等等部位，並載有降低顱內壓的開顱手術，可謂最早的神經外科醫學文獻。另外，對於脊椎傷害、下巴脫臼、各種骨折等等的診療方式也有十分精確的記載，包括九十個解剖學詞彙以及四十八篇外傷相關文章。相對地，因為埃及人對於疾病定義的關係，這份文稿很少提及其他的疾病。

## 艾德溫·史密斯
艾德溫·史密斯（1822－1906）是這份手稿的第一位已知持有者，因此這份文稿以他為名。史密斯是個定居於開羅的放貸者和古董商，傳說也從事贗品製作，於1862年購買到這份手稿，死後同一年其女李奧諾拉（Leonora）把手稿贈送給紐約歷史協會，並於1920年由芝加哥大學的詹姆斯·亨利·布雷斯特德翻譯，亞諾·B·路克哈特（Arno B. Luckhardt）醫師加註，於1930年由芝加哥大學出版。 
布雷斯特德不但翻譯這份文稿，並且推崇印何闐為先於希波克拉底，真正的醫學之神。印何闐比希波克拉底的年代早了兩千年，埃及醫學也曾傳播至希臘文明中，只是印何闐在本位主義的活動中被除名罷了。

## 古埃及的醫學、魔法與宗教
古埃及對於「健康」的概念十分籠統，並未如今日一般確切細分以科學為基礎的醫學、以神祇為主的宗教以及以超自然反應為目標的魔法，而是只要與人的康適與否相關，便三種混合在一起使用。解夢也是古埃及人用來瞭解如何使身體健康的方法之一。所以醫師、祭司和法師多半是同一個職業的不同面相，沒有很清楚的分工。
一般非外傷的疾病，通常被認為是邪靈作祟，因此經常尋求祭司協助除靈，昆蟲（尤其是蠍子）咬傷則多半求助於魔法。比起這些非科學性的管道，以科學為基礎的醫學記載相對來說發展得相當精確而紮實，具有完備的病例及診斷紀錄，連獸醫所留下的紀錄都有。但以現代醫學的角度來看，古埃及病例記載的精確僅限於外傷部分，常被認定與靈怪有關的疾病診療方式並未有很確實的發展。

## 外部連結
- Turning the Pages: a virtual reconstruction of the Edwin Smith Papyrus. 出自美国国家医学图书馆.
- Ancient Egyptian Alchemy and Science （页面存档备份，存于）, contains a detailed description of the manuscript.
- The Edwin Smith Surgical Papyrus （页面存档备份，存于）: translation of all 48 cases from the papyrus.  An unacknowledged reprint of the translations from Breasted 1930.
- Medicine In Ancient Egypt （页面存档备份，存于）
- Cybermuseum of Neurosurgery （页面存档备份，存于）: translation of 13 cases pertaining to injuries of the skull and spinal cord, with commentary.
- History of Medicine （页面存档备份，存于）: lists other papyruses.